# Шимкуси
Шимку́си (рос. Шимкусы, чув. Турикас Тушкил) — село у складі Янтіковського району Чувашії, Росія. Адміністративний центр Шимкуського сільського поселення.
Населення — 607 осіб (2010; 664 у 2002).
Національний склад:
- чуваші — 99 %